# 울리세스 데 라 크루스
울리세스 에르난 데 라 크루스 베르나르도 (Ulises Hernán de la Cruz Bernardo, 1974년 2월 8일, 에콰도르, 피키우초)는 에콰도르의 전 축구 선수로, 포지션은 수비수이다.
1991년 에콰도르의 데포르티보 키토에서 선수 생활을 시작해, 바르셀로나 SC, 크루제이루 EC, SD 아우카스, LDU 키토, 하이버니언 FC, 애스턴 빌라 FC, 레딩 FC, 버밍엄 시티에서 선수 생활을 하였다. 이후 2012년 선수 은퇴를 선언하였다.
에콰도르 축구 국가대표팀에는 1995년, 일본과의 경기에서 데뷔하였다. 에콰도르 대표팀의 구성원으로 1997년, 1999년, 2001년, 2004년, 2007년 코파 아메리카와 2002년, 2006년 FIFA 월드컵에 출전한 바 있으며, 2006년 FIFA 월드컵에서 주축 수비수로 활약하며 에콰도르의 16강 진출에 공헌하였다. 1995년부터 2007년까지 대표팀에서 98경기에 출전해 6골을 넣었다.
극빈 지역에서 성장한 그는 매년 자신의 급여 10%를 에콰도르에 지원하고 있으며, 유니세프의 대사로 활동하고 있다.

## 같이 보기
- A매치 100경기 이상 출전한 축구 선수 명단